# Fünf Gräber bis Kairo
Fünf Gräber bis Kairo (Five Graves to Cairo) ist ein US-amerikanischer Kriegsfilm von 1943, in dem Franchot Tone und Anne Baxter unter der Regie von Billy Wilder die Hauptrollen spielten.

## Handlung
Nordafrika im Sommer 1942: Der Soldat John Bramble gelangt als einziger Überlebender seiner Einheit an das in der Wüste gelegene Hotel „Empress of Britain“. Das Haus bewirtet in den Wirren des Krieges in Nordafrika je nach Kriegslage mal die Briten und dann wieder die Deutschen.
Farid, der ägyptische Besitzer des Hotels, und sein französisches Hausmädchen „Mouche“ versuchen, Bramble loszuwerden, da sie jeden Moment die Deutschen erwarten. Als schließlich der deutsche Leutnant Schwegler und Feldmarschall Rommel im Hotel erscheinen, gibt sich Bramble als der verstorbene Hausdiener des Hauses aus – ohne zu ahnen, dass dieser für die Deutschen spioniert hatte. Als ihm das klar wird, versucht er herauszufinden, wo die Deutschen ihren Nachschub versteckt haben. Dabei gerät ihm „Mouche“ in die Quere, die sich mit Rommel gut stellen will, um die Freilassung ihres Bruders, der in Deutschland im Konzentrationslager gefangen ist, zu erwirken.
Durch ein gefälschtes Telegramm macht Leutnant Schwegler Mouche vor, dass er sich für ihren Bruder einsetzt. In Wahrheit hat er die Absicht, sie zu verführen. Bramble seinerseits gibt an, zu Hause in England eine Familie zu haben, damit Mouche ihn nicht an die Deutschen verrät.
Schließlich erkennt Mouche das arrogante und zynische Verhalten Rommels und schützt Bramble. Der vermeintliche Spion wird von Rommel nach Kairo geschickt, um den deutschen Einmarsch vorzubereiten. Zuvor tötet Bramble Leutnant Schwegler, der seine wahre Identität herausgefunden hat. Bramble weiß mittlerweile auch, was es mit den 5 Gräbern bis Kairo auf sich hat. Es handelt sich um getarnte Verstecke für Kriegsmaterial, die den deutschen Vormarsch absichern sollen. Als Bramble bereits nach Kairo unterwegs ist, um den Engländern das Geheimnis zu verraten, wird Schweglers Leiche gefunden und Rommel erfährt die Wahrheit.
Die deutsche Armee wird später besiegt und Bramble kehrt mit der siegreichen britischen Armee in das Hotel zurück. Dort erfährt er von Farid, dass Rommel Mouche als Saboteurin hat erschießen lassen.

## Hintergrund
Fünf Gräber bis Kairo gilt als einer der besten US-amerikanischen Kriegsfilme aus der Zeit des Zweiten Weltkriegs. Billy Wilder vermied es weitgehend, die deutschen Soldaten mit den in solchen Filmen üblichen Stereotypen auszustatten.
Durch die differenzierte Darstellung der Charaktere gewinnt der Film an Intensität und lässt doch keinen Moment einen Zweifel aufkommen, wofür er eintritt. Die Nazis erscheinen durch ihre Intelligenz, die ihnen Wilder zugesteht, erst recht gefährlich und im Endeffekt umso verachtenswerter.
Erich von Stroheims Darstellung des Erwin Rommel gilt als eine seiner besten schauspielerischen Leistungen überhaupt.

## Deutsche Synchronfassung
Die deutsche Fassung entstand 1981 im DEFA Studio für Synchronisation in Ost-Berlin, die Dialogregie hatte Hans-Robert Wille, das Dialogbuch schrieb Wolfgang Woizick.
| Rolle                | Darsteller         | Synchronsprecher     |
| -------------------- | ------------------ | -------------------- |
| Cpl. John J. Bramble | Franchot Tone      | Reinhard Kuhnert     |
| Mouche               | Anne Baxter        | Helga Sasse          |
| Feldmarschall Rommel | Erich von Stroheim | Helmut Müller-Lankow |
| Farid                | Akim Tamiroff      | Horst Lampe          |
| Leutnant Schwegler   | Peter van Eyck     | Joachim Siebenschuh  |
| Col. Fitzhume        | Miles Mander       | Hasso Zorn           |

## Kritik
Fünf Gräber bis Kairo ist der Blick zweier Österreicher auf die Deutschen und ihre Kriegsführung: unbarmherzig, differenziert, sarkastisch, wissend. Zu seiner Zeit – ein kleiner Film, der wie unzählige Hollywoodproduktionen gegen die Nazis Stellung bezog. Heute – ein scharfkantiges Juwel im Œuvre von Stroheim und Wilder, wert, Chaplins "großem Diktator" und Lubitschs "Sein oder Nichtsein" an die Seite gestellt zu werden. 

## Auszeichnungen
Academy Awards 
Bei der Oscarverleihung am 2. März 1944 war der Film in drei Kategorien nominiert:
- Beste Kamera (Schwarzweiß): John F. Seitz
- Bestes Szenenbild (Schwarzweiß): Hans Dreier, Ernst Fegté, Bertram C. Granger
- Bester Schnitt: Doane Harrison